# Nola dilutalis
Nola dilutalis är en fjärilsart som beskrevs av De Toulgoët 1961. Nola dilutalis ingår i släktet Nola och familjen trågspinnare. Inga underarter finns listade i Catalogue of Life.